# Scott Richter
Scott Richter (18 juli 1971) is een Amerikaans bedrijfsleider. Hij staat aan het hoofd van de online marketeer Media Breakaway (vroegere naam OptlnRealBig). Hij is bekend als de spamkoning. In 2006 betaalde hij 7 miljoen dollar aan Microsoft om een regeling te treffen in de rechtszaak die Microsoft tegen hem aanspande. Door de vele schadevergoedingen die hij betaalde, zag Richter zich genoodzaakt een faillissementsaanvraag in te dienen.
Richter was even opgenomen in de spamhaus top 100.